# Antonio Corzani
Antonio Corzani (San Piero in Bagno, 13 febbraio 1917 – Rio Salso, 17 maggio 1944) è stato un partigiano italiano, noto col nome di battaglia di Tino.

## Biografia
Calzolaio nel paese di San Piero in Bagno, sull'appennino tosco-romagnolo, entra nella Resistenza l'11 ottobre 1943 col nome di battaglia di Tino (o Tinin), unendosi alla formazione partigiana di montagna allora comandata da Salvatore Auria e, successivamente, dal dicembre 1944, da Riccardo Fedel (Libero). Formazione che diventerà nota come Brigata Garibaldi Romagnola, attiva nell'appennino forlivese, a ridosso della linea gotica. L'area in cui operava la Brigata era soggetta ad una grande attività bellica, di disturbo e sabotaggio, e repressiva da parte di fascisti e nazisti.
Tra la fine di marzo e i primi di aprile del 1944, la Brigata Garibaldi Romagnola viene riorganizzata su iniziativa del capo del comando militare romagnolo, Pietro Mauri, trasformandosi in una divisione di tre brigate: il Gruppo Brigate Romagna, al cui comando è posto lo stesso Pietro Mauri, con Libero Capo di Stato Maggiore.
Nell'ambito di questa riorganizzazione, Antonio Corzani è nominato comandante della 2ª Brigata. Negli stessi giorni, la formazione subisce un pesante rastrellamento da parte delle forze nazifasciste. Corzani viene catturato dalla Wehrmacht, torturato e fucilato, in località Rio Salso, il 17 maggio 1944. Poco dopo, la Brigata assunse il nome di 8ª Brigata Garibaldi Romagna.